# 九龍巴士59A線
九龍巴士59A線是香港一條來往屯門碼頭及葵芳葵翠邨的巴士路線，祇於星期一至五日間提供服務。
本線為其中一條不停靠屯門公路轉車站的屯門至市區巴士路線。

## 歷史
- 1982年9月24日：配合湖景邨和蝴蝶邨落成，本線投入服務，來往蝴蝶邨及長沙灣，初時只在每天繁忙時間提供服務。當時皇珠路仍未興建，來回方向途經青雲路及杯渡路往返屯門公路。[2]
- 1982年12月7日：增至來回程提供23班單向服務。[3]
- 1983年3月15日：本線提升至每天全日服務。[4][5]
- 1984年2月6日：本線遷往深水埗碼頭巴士總站。
- 1986年1月20日：皇珠路通車，本線由當天起取道皇珠路，不經屯門工業區。[6]
- 1988年7月16日：配合新屯門碼頭啟用，遷往屯門碼頭新巴士總站。[7]
- 1991年3月18日：在非繁忙時間及假日本路線繞經豐景園、安定邨及友愛邨，以配合60線（來往友愛至長沙灣，已於2004年永久停駛）改為只在繁忙時間行駛。
- 1995年4月9日：本線遷往西九龍中心地下的深水埗（欽州街）巴士總站。
- 1997年4月1日：本線增派空調巴士行駛。
- 2004年2月8日：九巴60線永久停駛，本路線全日不經豐景園、安定及友愛。[8][9][10]
- 2004年6月19日：本線改為全數採用空調巴士行駛。[11]
- 2008年6月8日：九巴加價。
- 2015年3月21日：增設到站時間預報。[12]
- 2015年12月19日：市區總站由深水埗（欽州街）縮短至葵涌道（葵芳邨），並取消星期六、日及公眾假期之服務[13]。
  - 當年區議會選舉於11月舉行，運輸署在11及12月區議會暫停運作期間強行改動路線，惹來公眾及區議員非議。[14]
- 2016年9月26日：往屯門碼頭方向增設皇珠路「龍逸邨」站。
- 2019年2月1日：總站由葵涌道（葵芳邨）遷至葵芳（葵翠邨）。[15]

## 服務時間及班次
| 星期一至五，屯門碼頭開 | 星期一至五，屯門碼頭開 | 星期一至五，屯門碼頭開 | 星期一至五，屯門碼頭開 | 星期一至五，屯門碼頭開 |
| ---------------------- | ---------------------- | ---------------------- | ---------------------- | ---------------------- |
| 07:00                  | 07:12                  | 07:24                  | 07:32                  | 07:38                  |
| 07:45                  | 07:51                  | 07:58                  | 08:06                  | 08:15                  |
| 08:30                  | 09:00                  | 09:30                  | 10:30                  | 11:30                  |
| 12:30                  | 13:30                  | 14:30                  | 15:30                  | 16:30                  |

| 星期一至五，葵芳（葵翠邨）開 | 星期一至五，葵芳（葵翠邨）開 | 星期一至五，葵芳（葵翠邨）開 | 星期一至五，葵芳（葵翠邨）開 | 星期一至五，葵芳（葵翠邨）開 |
| ---------------------------- | ---------------------------- | ---------------------------- | ---------------------------- | ---------------------------- |
| 10:30                        | 11:30                        | 12:30                        | 13:30                        | 14:30                        |
| 15:30                        | 16:30                        | 17:00                        | 17:30                        | 17:40                        |
| 17:50                        | 18:00                        | 18:10                        | 18:18                        | 18:30                        |
| 18:42                        | 18:54                        | 19:06                        | 19:18                        | 19:30                        |

星期六、日及公眾假期不設服務

## 收費
全程：$10.8
- 荃景圍天橋往葵芳（葵翠邨）：$5.8
- 眾安街往屯門碼頭：$10.4
- 龍逸邨往屯門碼頭：$5.1

| - 本線設有12歲以下小童及65歲或以上長者半價優惠。 - 65歲或以上香港居民使用「樂悠咭」，以及12歲以下合資格殘疾兒童使用「殘疾人士身份」個人八達通繳付車資，均可享有每程$2.0或半價（以較低者為準）的票價優惠；12至64歲合資格殘疾人士使用「殘疾人士身份」個人八達通（包括「樂悠咭」），以及60至64歲香港居民使用「樂悠咭」繳付車資，均可享有每程$2.0或全費（以較低者為準）的票價優惠。 - 65歲或以上長者如使用長者或一般個人八達通繳付車資，則只可享有半價優惠；12至64歲合資格殘疾人士如不使用「殘疾人士身份」個人八達通，以及60至64歲人士如不使用「樂悠咭」繳付車資，必須繳付全費。 - 乘客可以現金或八達通於上車時付款，不設找續。 - 每位成人乘客可免費攜帶最多兩名4歲以下而不佔座位的兒童乘客乘車，超額之4歲以下小童必須繳付小童車費乘車。 - 持有「九巴月票」之乘客在車票有效期內，每日可享最多10程任何九龍巴士及龍運巴士路線（包括本路線，以及聯營路線的九龍巴士／龍運巴士提供的班次；惟乘搭機場「A」及「NA」線則可享原價二七折優惠（不會計算每天10次合資格車程））；而B1線則每日可享最多各2程（不會計算每天10次合資格車程）。 - 九龍巴士、城巴、龍運巴士及陽光巴士全職員工及家屬（不包括外判職員）可免費乘搭本路線，惟必須拍職員或職員家屬八達通。 - 乘客亦可透過多元化電子支付系統（e度嘟）繳付車資，包括使用非接觸式VISA卡、JCB卡、萬事達卡、銀聯卡、美國運通、大來國際、Discover Card、Apple Pay、Google Pay、Samsung Pay、AlipayHK「易乘碼」、支付寶、WeChatHK／微信支付「搭車碼」、銀聯雲閃付「乘車碼」及BOC Pay「乘車碼」。乘客使用此付款方式，使用此支付方式的乘客可享有中途下車之分段收費，以及與其他九巴／龍運獨營路線或聯營線九巴／龍運班次之轉乘優惠，惟不適用於與非九巴／龍運路線之轉乘優惠，亦不能享有「公共交通費用補貼計劃」及「長者及合資格殘疾人士公共交通票價優惠計劃」。 |

## 使用車輛
本線開辦初期使用利蘭勝利二型（G）；數年後更換利蘭奧林比安 11米（S3BL）、都城嘉慕威曼 11米（S3M）、丹尼士巨龍 11米（S3N）。九十年代加入平治O305（ME），直至此車型退役。
加入空調巴士初期，使用利蘭奧林比安（AL）、富豪奧林比安（3AV）及丹尼士巨龍（AD、3AD）。本線全空調化後，更換為富豪奧林比安（AV）及丹尼士巨龍（AD）。
2010年代起，曾分別加入富豪超級奧林比安（3ASV、AVW）、丹尼士三叉戟（ATR）、亞歷山大丹尼士Enviro 500（ATE）、富豪B9TL（AVBE）及猛獅24.310（AMN）。
2015年更換亞歷山大丹尼士Enviro 500 MMC（ATENU），次年重新以富豪超級奧林比安（3ASV）及丹尼士三叉戟（ATR）作用車。
2018年，更換為亞歷山大丹尼士Enviro 500 MMC Facelift（ATENU）及前59X線富豪B9TL（AVBWU）。
2022年10月，因富豪B9TL全面撤出屯門車廠及59X線需要更新的用車，本線全面改用前59X線的富豪B8L（V6B）。
2023年6月起，本線用車倒退至Enviro500 MMC 12米（ATENU）。
現時本線使用7輛Enviro500 MMC 12米（ATENU）雙層空調巴士。
| 車隊編號  | 車牌   |
| --------- | ------ |
| ATENU1383 | VK3875 |
| ATENU1397 | VK7094 |
| ATENU1403 | VK7596 |
| ATENU1405 | VK9569 |
| ATENU1410 | VL1165 |
| ATENU1530 | VR1633 |
| ATENU1606 | VT 622 |

## 行車路線
屯門碼頭開經：湖翠路、龍門路、皇珠路、屯門公路、青山公路（荃灣段、葵涌段）、昌榮路迴旋處、葵涌道、葵富路及葵義路。
葵芳（葵翠邨）開經：葵義路、葵富路、葵涌道、青山公路（葵涌段、荃灣段）、屯門公路、皇珠路、龍門路及湖翠路。
具體停站請參考資訊框。

## 外部連結
- 九巴59A線—九龍巴士 （页面存档备份，存于）